# وویچیخ کاسپرسکی
وویچیخ کاسپرسکی (لهستانی: Wojciech Kasperski؛ زادهٔ ۲۵ آوریل ۱۹۸۱) یک فیلم‌نامه‌نویس، کارگردان فیلم، و تهیه‌کننده فیلم اهل لهستان است.
فیلم‌های او در جشنواره‌های متعددی چون جشنواره کن، جشنواره فیلم ترایبکا و جشنواره فیلم کراکوف به‌نمایش درآمده است.